# Aidan McQueen
Pour les articles homonymes, voir McQueen.
Aidan McQueen (né en Écosse à une date inconnue et mort à une date inconnue) était un joueur de football écossais, qui jouait au poste de défenseur.

## Biographie
Aidan McQueen est représentatif d'une Juventus qui, depuis sa création en 1897, voit son effectif être fourni par de nombreux joueurs britanniques durant la première décennie du club.
Il est le second joueur écossais à évoluer avec les bianconeri piémontais après Jack Diment.
Il joue en tout deux saisons dans le club turinois, totalisant onze matchs (une saison ne dure à l'époque que quelques matchs). Ses principaux faits d'armes à la Juve sont lorsqu'il remporte le championnat d'Italie de football en 1905, la Prima Categoria 1905, premier trophée majeur remporté par le joueur ainsi que par le club.
Il arrive dans le club de Turin durant la saison 1907, et joue son premier match le 13 janvier 1907 lors d'une défaite 2-1 contre le rival du Torino FC (lors du Derby della Mole).